# Nazna, Mureș
Nazna (în maghiară Náznánfalva) este un sat în comuna Sâncraiu de Mureș din județul Mureș, Transilvania, România.

## Istorie
Pe un monticul la NV de sat se află urmele unui drum roman din secolele II-III pe drumul care duce de la Morești, Mureș la Brâncovenești, Mureș, în malul Mureșului. D. Hr. Pe teritoriul localității se află de asemenea și o fortificație medievală.
Pe Harta Iosefină a Transilvaniei din 1769-1773 (Sectio 128), localitatea apare sub numele de „Násznanfalva”.
Localitatea Târgu Mureș fiind oraș liber regesc, evreii în secolul al XVIII-lea n-au avut drept să se stabilească în imobilele din teritoriul orașului. Astfel, ei au trăit pe domeniile familiei Barcsay din Nazna alcătuind a doua cea mai mare comunitate ca număr din Transilvania. Sinagoga evreilor a fost construită din lemn în anul 1747 având o formă simplă cu multe fragmente de rugăciuni pe pereții interiori. Clădirea a intrat în atenția Muzeului Evreiesc Maghiar din Budapesta încă în anul 1910, însă numai în 1941 sub conducerea rabinului György Balázs au fost salvate opt fragmente și desene din sinagoga intrată în stare avansată de degradare. 

## Obiective memoriale
Cimitirul Eroilor Români din Al Doilea Război Mondial este amplasat în curtea bisericii ortodoxe din localitate. A fost amenajat în 1945, restaurat în 1982 și are o suprafață de 520 mp. În acest cimitir sunt înhumați 36 de eroi români (12 necunoscuți și 24 cunoscuți).
Cimitirul Evreiesc care conține morminte încă din secolul al XVIII-lea.

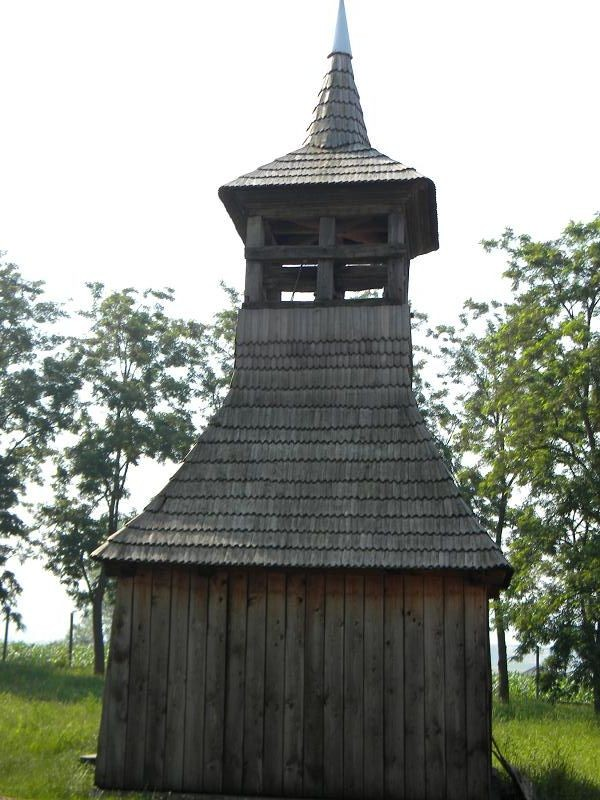
Clopotnița capelei romano-catolice
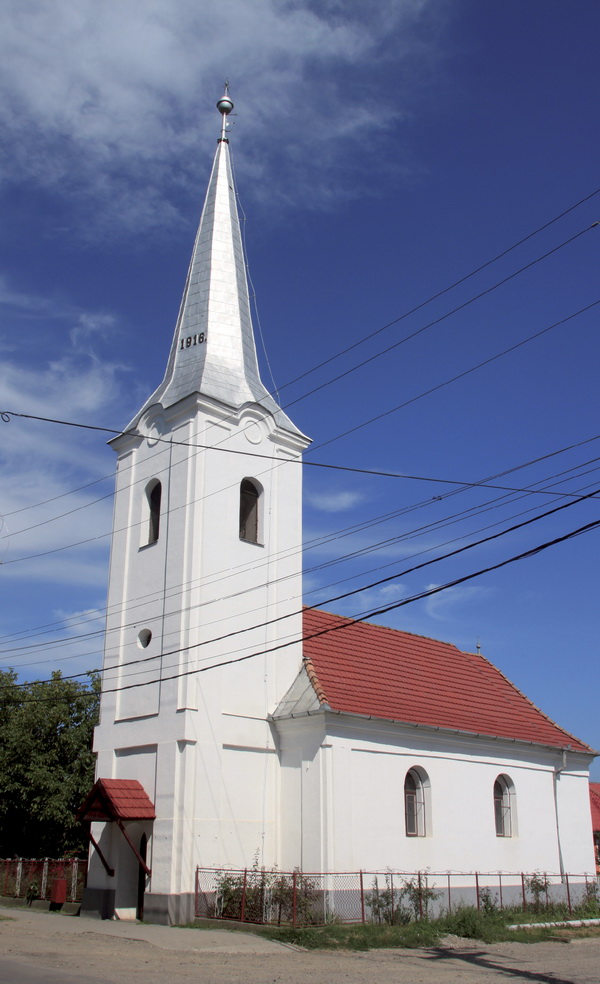
Biserica reformată